# Kuba i olympiska sommarspelen 1928
Kuba deltog med en deltagare vid de olympiska sommarspelen 1928 i Amsterdam. Landets deltagare erövrade ingen medalj.